# Букстонеллез

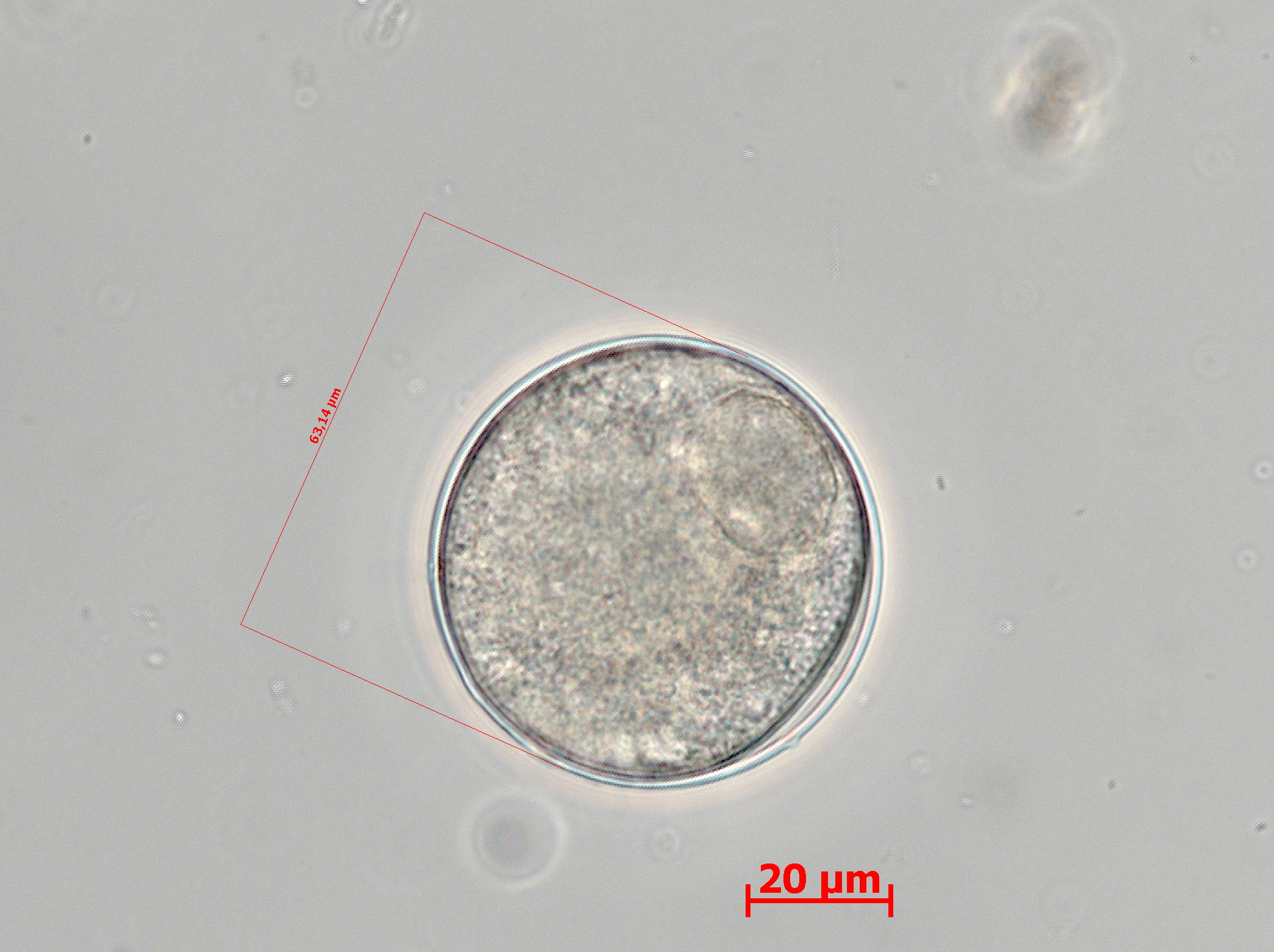
циста Buxtonella sulcata от крупного рогатого скота

Букстонеллез  (Buxtonellosis) - паразитарное заболевание крупного рогатого скота.
Buxtonella sulcata — это простейший паразит, который в первую очередь заражает желудочно-кишечный тракт различных травоядных животных, особенно крупного рогатого скота. Вот некоторые ключевые моменты об этом организме:

### Классификация
- Царство: Протисты
- Тип: Инфузории (Ciliophora)
- Класс: Litostomatea
- Порядок: Trichostomatida
- Семейство: Buxtonellidae
- Род: Buxtonella
- Вид: Buxtonella sulcata

### Морфология
- Трофозоит: Активная, питающаяся стадия Buxtonella sulcata характеризуется наличием ресничек на поверхности, которые помогают в её подвижности. Трофозоиты обычно овальной или сферической формы и имеют крупное макронуклеус.
- Циста: Неактивная, устойчивая форма, которая помогает организму выживать в неблагоприятных условиях окружающей среды. Цисты меньше, чем трофозоиты, и имеют толстую защитную оболочку.

### Жизненный цикл
1. Заражение: Жизненный цикл Buxtonella sulcata начинается, когда хозяин проглатывает цисты, присутствующие в загрязнённой пище или воде.
2. Экцитирование: Оказавшись в желудочно-кишечном тракте хозяина, цисты подвергаются экцитированию, высвобождая активных трофозоитов.
3. Размножение: Трофозоиты размножаются бесполым путём (путём бинарного деления) в кишечнике хозяина.
4. Инцистирование: Трофозоиты могут инцистироваться, образуя новые цисты, которые выводятся с фекалиями хозяина, продолжая таким образом цикл.

### Патогенность
- Buxtonella sulcata обычно считается комменсалом, то есть организмом, который обычно не причиняет значительного вреда своему хозяину. Однако в некоторых случаях, особенно у животных с ослабленным иммунитетом или при большом количестве паразитов, он может вызывать расстройства желудочно-кишечного тракта, такие как диарея или другие проблемы с пищеварением.

### Диагностика
- Диагностика заражения Buxtonella sulcata обычно осуществляется посредством микроскопического исследования образцов фекалий, где можно выявить цисты.

### Лечение и контроль
- Управление заражением Buxtonella sulcata включает обеспечение хороших санитарных практик для уменьшения загрязнения пищи и воды. В случаях, когда паразит вызывает клинические симптомы, могут быть назначены специфические антипаразитарные препараты под руководством ветеринара.

### Значение
- Хотя Buxtonella sulcata обычно не является основным патогеном, он важен в ветеринарной паразитологии для управления здоровьем и продуктивностью скота. Понимание его жизненного цикла и морфологии помогает в реализации эффективных мер контроля